# 노모자키정
노모자키정(野母崎町)은 나가사키현 나가사키반도의 남서단에 있던 정이며, 니시소노기군에 속했다. 2015년 1월 4일 폐지되고, 나가사키시의 한 지구가 되었다. 노모자키 지구(나가사키시청 노모자키 지역센터 관내)의 인구는 5,262명(2018년 2월 말 기준, 주민기본대장)이다.

## 역사
- 1889년 4월 1일 - 정촌제 시행에 의해 니시소노기군 다카하마촌, 노모촌, 와키미사키촌, 가바시마촌이 성립하였다.
- 1955년 4월 1일 - 다키하마촌의 일부와, 노모촌, 와키미사키촌, 가바시마촌이 합병, 정으로 승격해 노모자키정이 성립하였다.
- 2005년 1월 4일 - 나가사키시에 편입되어 노모자키정은 소멸하였다.

## 교통

### 도로
- 국도 499호선